# Ignacio Eizaguirre
Ignacio Eizaguirre Arregui, né le 7 novembre 1920 à Saint-Sébastien et mort le 1er septembre 2013 dans la même ville, est un footballeur  puis entraîneur espagnol. Fils de Agustín Eizaguirre Ostolaza, international espagnol, il évolue, comme son père, au poste de gardien de but du milieu des années 1930 jusqu'au début des années 1960.
Après des débuts à la Real Sociedad, il rejoint le Valence CF avec qui il remporte le championnat d'Espagne en 
1942, en 1944 et en 1947 ainsi qu'une Coupe d'Espagne. Après neuf ans dans le club valencian, il retourne à la Real Sociedad puis termine sa carrière au CA Osasuna.
Devenu entraîneur, il dirige le CA Osasuna, le Real Murcie, le Celta Vigo à deux reprises, le Séville CF, l'Hércules CFet le CD Tenerife.
Il compte 18 sélections en équipe d'Espagne et dispute la Coupe du monde de 1950 où l'Espagne termine quatrième.

## Biographie
Fils de Agustín Eizaguirre Ostolaza, gardien espagnol ayant participé aux JO 1920 et remporté la médaille d'argent, il commence sa carrière dans des petits clubs basques entre 1932 et 1936. Il joue ensuite pour la Real Sociedad, puis joua neuf saisons au Valence CF, remportant une coupe d'Espagne, une coupe Eva Duarte et trois Liga. Il est récompensé à deux reprises consécutivement du Trophée Zamora, récompensant le meilleur gardien en 1944 et en 1945. Il retourne dans son ancien club pendant six saisons, sans rien remporter. Il finit sa carrière à Osasuna Pampelune pendant trois saisons.
En tant que gardien, Ignacio Eizaguirre est international espagnol à 18 reprises (1945-1952). Il participe à la Coupe du monde de football de 1950, où il ne joue que deux matchs sur les six (contre les États-Unis et contre la Suède). L'Espagne termine quatrième du tournoi.
Il est ensuite entraîneur de deux équipes ibériques : de 1959 à 1960 avec Osasuna Pampelune, puis de 1965 à 1966 avec le Séville FC, clubs avec lesquels il ne remporte aucun titre.

## Palmarès
- Championnat d'Espagne de football
  - Champion en 1942, en 1944 et en 1947
  - Vice-champion en 1948 et en 1949
- Coupe d'Espagne de football
  - Vainqueur en 1949
  - Finaliste en 1944, en 1945, en 1946 et en 1951
- Coupe Eva Duarte
  - Vainqueur en 1949
  - Finaliste en 1947
- Championnat d'Espagne de football D2
  - Vice-champion en 1941
- Trophée Zamora
  - Récompensé en 1944 et en 1945[3]